# Erigone tristis
Erigone tristis là một loài nhện trong họ Linyphiidae.
Loài này thuộc chi Erigone. Erigone tristis được Richard C. Banks miêu tả năm 1892.